# Georges de La Tour

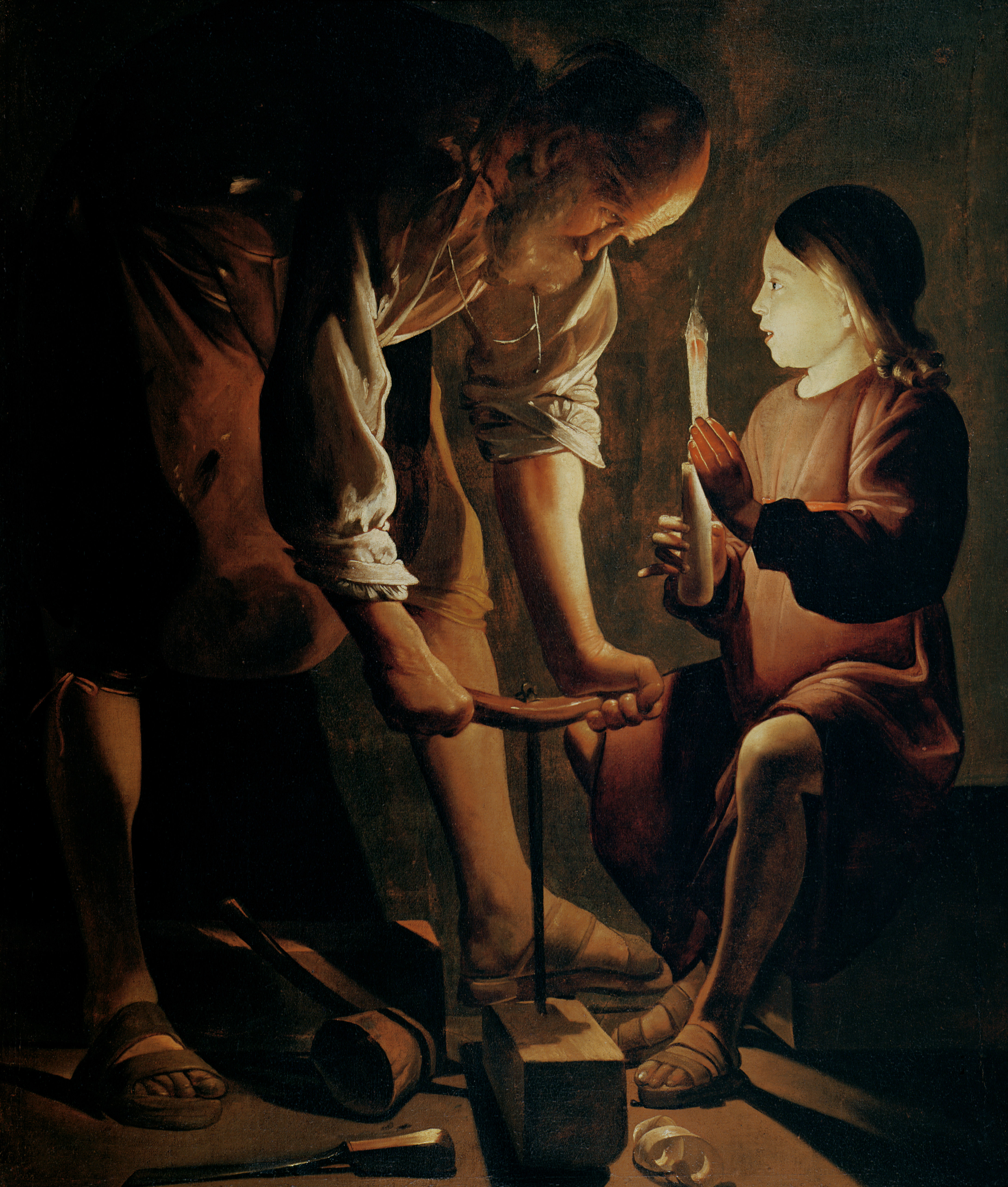
San Giuseppe falegname (1642 circa).

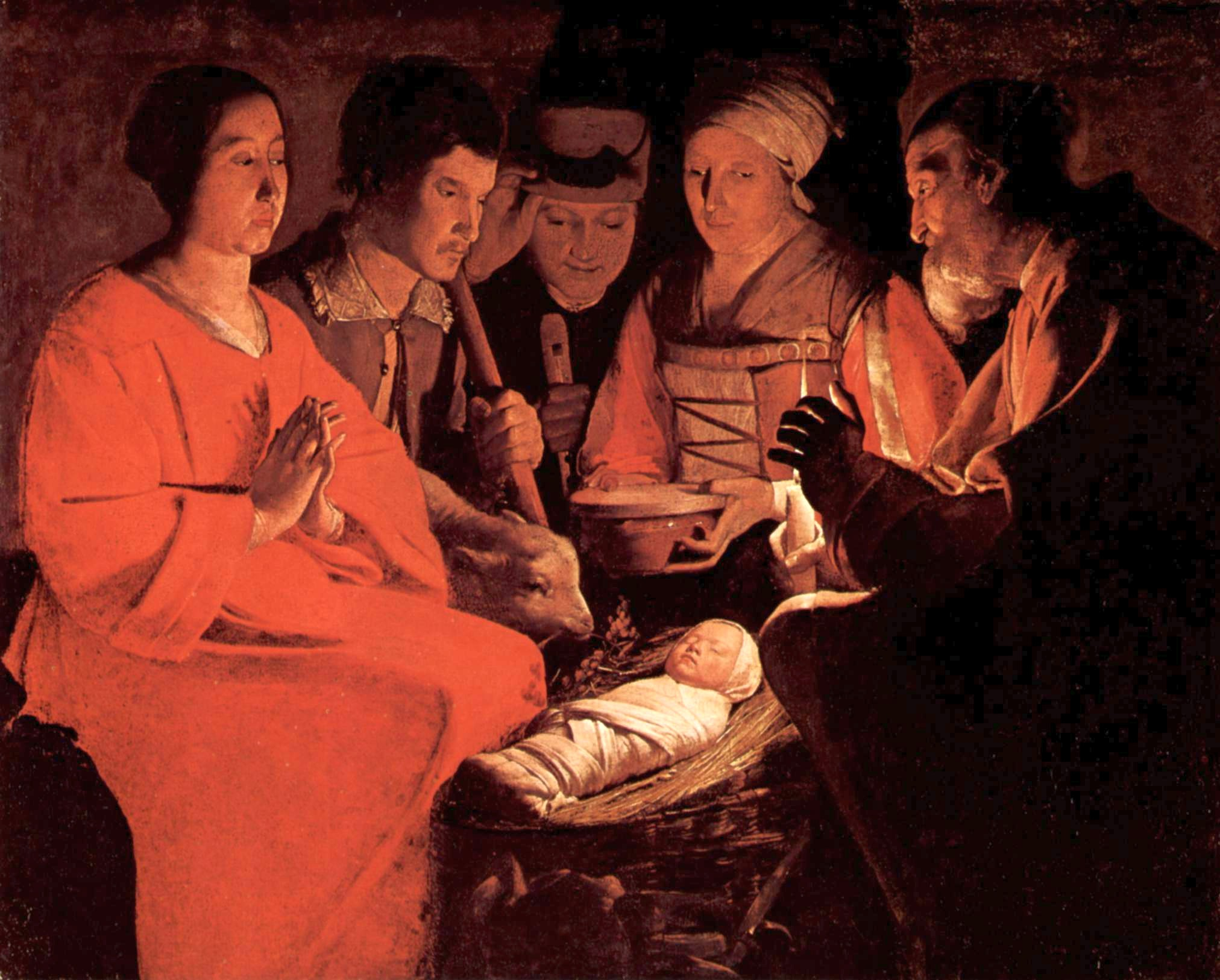
Adorazione dei pastori (1645), Museo del Louvre, Parigi.

Georges du Mesnil de La Tour (Vic-sur-Seille, 10 marzo 1593 – Lunéville, 30 gennaio 1652) è stato un pittore francese, esponente del barocco, fortemente influenzato dal Caravaggismo.

## Biografia
Georges de La Tour era figlio di Jean de La Tour e Sybille Molian, fornai, attività svolta anche da altri parenti. Acquisì il titolo nobiliare sposando Diana le Nerf. Nello stesso anno del matrimonio, a Lunéville, dopo l'esenzione dal pagamento delle tasse municipali concessa da Enrico I il Buono, Duca di Lorena, La Tour aprì bottega attiva fino al 1651 vedendosi alternare al suo servizio ben cinque apprendisti.
Non vi sono testimonianze che La Tour abbia visitato Roma e l'Italia, quindi la palese impronta del Caravaggio sembra essergli stata fornita dalla conoscenza del lavoro dell'olandese Hendrick Terbrugghen, assiduo frequentatore degli ambienti artistici romani di inizio secolo XVII, nei quali brillava la stella di Caravaggio.
La vita del pittore fu molto agitata. Numerosi furono gli atti giudiziari a suo carico, tanto da dare di lui l'immagine di uomo violento e avido, sempre pronto a difendere i privilegi nobiliari. Inoltre, a causa dell'incendio che nel 1638 distrusse Lunéville, La Tour si trasferì con i dieci figli a Parigi, nelle gallerie del Louvre e per quell'anno di soggiorno fu "Pittore ordinario del Re".
Nell'inverno del 1652 un'epidemia di pleurite uccise Georges de La Tour, la moglie e il loro giovane servitore. L'attività di bottega fu proseguita dal figlio Étienne, anch'egli "Pittore ordinario del Re".

## L'opera
Visse e operò in Lorena, una regione al confine tra le culture francesi e germaniche, contemporaneo di Jacques Callot e dei fratelli Le Nain. La Tour era un finissimo osservatore della realtà quotidiana. Con il suo gusto per il naturalismo, e un occhio attento ai giochi di luce e ombre, fu in Francia uno dei più originali continuatori della scuola del Caravaggio. Rispetto a quest'ultimo però, osservava André Malraux, "interpretava la parte serena delle tenebre". E ancora: "Ci voleva il suo genio per concepire un Caravaggio trasparente".
Le sue opere si caratterizzano per la grande maestria nel controllo delle fonti di luce, una delle sue caratteristiche salienti. Spesso ambientava le opere in interni illuminati da una semplice candela, modo assai praticato nei primi decenni del XVII secolo in Italia, diffusosi poi in Europa.
Le sue opere più conosciute sono la Natività del museo di Rennes, il San Sebastiano di Parigi e il San Giuseppe e l'Angelo di Nantes. Molte altre opere a lui attribuite si trovano presso il museo di Lorena e presso il museo dipartimentale della Mosella, a Vic-sur-Seille.

## Opere
Elenco parziale
| N° | Immagine | Titolo                                                      | Data      | Tecnica      | h     | l            | Ubicazione                                    | Note |
| -- | -------- | ----------------------------------------------------------- | --------- | ------------ | ----- | ------------ | --------------------------------------------- | --- |
| 01 |          | San Filippo                                                 | 1620      | olio su tela | 63    | 52           | Chrysler Museum of Art, Norfolk (Virginia)    | |
| 02 |          | Giuda Taddeo                                                | 1620      | olio su tela | 62    | 53           | Musée Toulouse-Lautrec, Albi                  | |
| 03 |          | San Tommaso apostolo                                        | 1620      | olio su tela | 64,6  | 53,9         | Museo nazionale d'arte occidentale, Tokyo     | Scoperto nel 1987 in una collezione privata ad Albi                                                                         |
| 04 |          | San Tommaso apostolo detto della picca                      | 1625-1630 | olio su tela | 69    | 61           | Museo del Louvre, Parigi                      | Firmato Georguis De La Tour fecit                                                                                           |
| 05 |          | Sant'Andrea                                                 | 1620      | olio su tela | 60,5  | 47,5         | Collezione privata Svizzera                   | |
| 06 |          | Giacomo il Maggiore                                         | 1624-1650 | olio su tela |       |              | Collezione privata New York                   | |
| 07 |          | Giacomo il Minore                                           | 1624-1650 | olio su tela | 66    | 54           | Musée Toulouse-Lautrec, Albi                  | |
| 08 |          | San Girolamo che legge                                      | 1620-1625 | olio su tela | 62    | 55           | Hampton Court Palace, Londra                  | Attribuzione incerta. Attribuito anche a Zurbaran                                                                           |
| 09 |          | Suonatrice di triangolo                                     | 1620      | olio su tela | 88,5  | 66           | Collezione privata Anversa                    | Probabilmente copia di buona qualità di un originale andato perduto.                                                        |
| 10 |          | I mangiatori di piselli                                     | 1620-1625 | olio su tela | 76,2  | 90,8         | Gemäldegalerie, Berlino                       | |
| 11 |          | Suonatore di ghironda col cane                              | 1624-1631 | olio su tela | 186   | 120          | Museo del Monte di Pietà, Bergues             | |
| 12 |          | Cieco che suona la ghironda                                 | 1624-1631 | olio su tela | 162   | 105          | Museo delle belle arti, Nantes                | |
| 13 |          | Cieco con la ghironda                                       | 1624-1631 | olio su tela | 86    | 62,5         | Museo del Prado, Madrid                       | |
| 14 |          | Vecchio                                                     | 1625-1627 | olio su tela |       |              | De Young Memorial Museum, San Francisco       | |
| 15 |          | Vecchia                                                     | 1625-1627 | olio su tela | 90,5  | 59,5         | De Young Memorial Museum, San Francisco       | |
| 16 |          | Rissa tra musicisti mendicanti                              | 1625-1630 | olio su tela | 85,7  | 140,9        | Getty Museum, Los Angeles                     | |
| 17 |          | Il denaro versato                                           | 1625-1627 | olio su tela |       |              | Galleria nazionale d'arte, Leopoli            | Firmato De la Tour (data illeggibile)                                                                                       |
| 18 |          | Bambino che soffia su un tizzone                            | 1640      | olio su tela |       |              | Museo delle belle arti, Digione               | |
| 19 |          | Fumatore di pipa                                            | 1646      | olio su tela | 70,8  | 61,5         | Tokyo Fuji Art Museum, Tokyo                  | |
| 20 |          | Sogno di san Giuseppe                                       | 1642      | olio su tela |       |              | Museo delle belle arti, Nantes                | Firmato GS. De la Tour f...                                                                                                 |
| 21 |          | San Giuseppe falegname                                      | 1642      | olio su tela | 137   | 102          | Museo del Louvre, Parigi                      | |
| 22 |          | Maddalena con la fiamma che fuma                            | 1640-1645 | olio su tela | 118   | 90           | Los Angeles County Museum of Art, Los Angeles | Firmato G. de La Tour |
| 23 |          | Maddalena allo specchio                                     | 1635-1640 | olio su tela | 113   | 92,7         | National Gallery of Art, Washington           | |
| 24 |          | Maddalena con la candela                                    | 1640-1645 | olio su tela | 128   | 94           | Museo del Louvre, Parigi                      | Firmato [...] La Tour fect                                                                                                  |
| 25 |          | Maddalena delle due fiamme                                  | 1638-1643 | olio su tela | 133,4 | 102,2        | Metropolitan Museum of Art, New York          | |
| 26 |          | Adorazione dei pastori                                      | 1645      | olio su tela | 100   | 103          | Museo del Louvre, Parigi                      | |
| 27 |          | Natività                                                    | 1645-1648 | olio su tela | 76    | 91           | Museo delle belle arti, Rennes                | |
| 28 |          | La negazione di Pietro                                      | 1650      | 120          | 160   | olio su tela | Museo delle belle arti, Nantes                | Firmato e datato in alto a sinistra: G. de La Tour in et fec - MDCL                                                         |
| 29 |          | Giobbe deriso dalla moglie                                  | 1650      | olio su tela | 145   | 97           | Museo d'arte antica e contemporanea, Epinal   | Attribuzione a La Tour del 1922, confermata dal restauro del 1972 che portò alla luce la firma del pittore De La Tour fecit |
| 30 |          | San Sebastiano curato da Santa Irene                        | 1634-1649 | olio su tela | 167   | 130          | Museo del Louvre, Parigi                      | |
| 31 |          | San Sebastiano della lanterna                               | 1630      | olio su tela | 104,8 | 139,4        | Kimbell Art Museum, Fort Worth                | Attribuzione incerta |
| 32 |          | La buona ventura                                            | 1630      | olio su tela | 101,9 | 123,5        | Metropolitan Museum of Art, New York          | Firmato G. De La Tour Fecit Lunevillæ Lothar                                                                                |
| 33 |          | Baro con l'asso di fiori                                    | 1630-1634 | olio su tela | 97,8  | 156,2        | Kimbell Art Museum, Fort Worth                | |
| 34 |          | Baro con l'asso di quadri                                   | 1636      | olio su tela | 106   | 146          | Museo del Louvre, Parigi                      | Firmato Georgius De la Tour fecit.                                                                                          |
| 35 |          | Giocatori di dadi                                           | 1650-1651 | olio su tela | 92,5  | 130,5        | Preston Park museum, Middlesbrough, Teesside  | Firmato Georges de La Tour Invet et Pinx.                                                                                   |
| 36 |          | Donna che si spulcia                                        | 1638      | olio su tela | 123   | 89           | Museo della Lorena, Nancy                     | |
| 37 |          | San Girolamo che legge                                      |           | olio su tela |       |              |                                               | |
| 38 |          | San Girolamo che legge una lettera                          |           | olio su tela | 79    | 65           | Museo del Prado (deposito), Madrid            | |
| 39 |          | San Girolamo che legge una lettera alla luce di una candela |           | olio su tela | 95    | 72           | Museo della Lorena, Nancy                     | Attribuzione incerta. Autografa per Anne Reinbold                                                                           |
| 40 |          | San Girolamo penitente                                      |           | olio su tela |       |              | Museo di Grenoble, Grenoble                   | |
| 41 |          | San Girolamo penitente con cappello cardinalizio            | 1624-1650 | olio su tela | 153   | 106          | Museo nazionale, Stoccolma                    | |
| 42 |          | Ragazza col braciere                                        |           | olio su tela | 76    | 55           | Louvre Abu Dhabi, Abu Dhabi                   | Firmato [...]a Tour |
| 43 |          | La piccola Maria                                            | 1640      | olio su tela | 57,5  | 44,1         | Detroit Institute of Arts, Detroit            | Frammento di una Educazione della Vergine                                                                                   |
| 44 |          | Il neonato                                                  | 1645      | olio su tela | 66    | 54,6         | Art Gallery of Ontario, Toronto               | |
| 45 |          | Le lacrime di San Pietro                                    | 1645      | olio su tela | 114   | 95           | Cleveland Museum of Art, Cleveland            | Firmato Georges de La Tour Inve et pinx 1645                                                                                |
| 46 |          | Il giovane cantore                                          | 1645      | olio su tela | 66,7  | 50,2         | Leicester Museum and Art Gallery, Leicester   | Probabilmente lavoro di bottega                                                                                             |
| 47 |          | Giovanni Battista nel deserto                               | 1651      | olio su tela | 81    | 101          | Museo Georges de La Tour, Vic-sur-Seille      | |
| 48 |          | Testa di donna                                              |           | olio su tela | 38    | 30           | Museo Georges de La Tour, Vic-sur-Seille      | Frammento |
| 49 |          | La scoperta del corpo di Sant'Alessio                       | 1648      | olio su tela | 158   | 115          | Museo della Lorena, Nancy                     | Attribuzione incerta, probabilmente di bottega                                                                              |